# Genesis : L'Origine du crime
Genesis : l'Origine du crime (Génesis, en la mente del asesino) est une série télévisée espagnole en 22 épisodes de 52 minutes créée par Angeles Caballero et Pablo Fernandez et diffusée entre le 3 mai 2006 et le 22 avril 2007 sur la Cuatro.
En France, la série est diffusée depuis le 7 octobre 2007 sur Paris Première, puis rediffusée depuis le 15 mai 2008 sur M6.

## Synopsis
Cette série met en scène les enquêtes d'une brigade de police spécialisée dans les crimes particulièrement violents et pour lesquels une attention particulière est apportée à la psychologie des criminels.

## Distribution
- Pep Munné (VF : Jean-Louis Faure) : Mateo Rocha
- Quim Gutiérrez (VF : Jérôme Frossard) : Daniel Rocha
- Sonia Almarcha (VF : Sophie Baranes) : Laura
- Maria Almudever (VF : Estelle Simon) : Fatima
- Verónica Sánchez (VF : Virginie Ogouz) : Lola Cazado

## Épisodes

### Première saison (2006)
1. Autoportrait (Los desastres de la guerra)
2. Les Larmes de Raimmis (Las lágrimas de Raimmis)
3. L'Étoile de Satan (La estrella de satán)
4. Au-delà du mythe (Ojos sin vida)
5. Frères de sang (Pacto de sangre)
6. Dans l'obscurité (En la oscuridad)
7. Le fardeau de la conscience(Suicidas)
8. Les sept sacrements (La virtud del asesino [1/2])
9. Les sept sacrements (La virtud del asesino [2/2])

### Deuxième saison (2007)
1. Vengeance meurtriere (El árbol de la vida)
2. Mortel amour (Secuestro)
3. Enjeux politiques (El candidato)
4. Combinaison fatale (Causa desconocida)
5. Obsession (Obsesión)
6. Chasse gardée (Caza mayor)
7. Accident volontaire (En la carreteta)
8. Des voix sous la pluie (Voces)
9. Sécurité rapprochée (Alta seguridad)
10. Erreur sur la personne (Sin aliento)
11. Un cadavre maquillé (Handicap)
12. Photos de famille (Fotos familiares)
13. L'amour Assassiné (Solteros)